# (466568) 2014 UM4
(466568) 2014 UM4 es un asteroide perteneciente al cinturón de asteroides, descubierto el 18 de noviembre de 2003 por el equipo Spacewatch desde el Observatorio Nacional de Kitt Peak (Arizona, Estados Unidos).